# 허큘리스 (영화)
《허큘리스》(영어: Hercules)는 2014년 공개된 미국의 액션 어드벤처 판타지 영화이다.

## 출연

### 주연
- 드웨인 존슨 : 허큘리스 역
- 존 허트 : 코티스 역
- 이안 맥쉐인 : 암피아라오스 역

### 조연
- 루퍼스 스웰 : 아오톨리코스 역
- 엑셀 헨니 : 티데우스 역
- 잉그리드 볼소 베르달 : 아틀란타 역
- 리스 리치 : 이올라우스 역
- 조셉 파인즈 : 에우리스테우스 왕 역
- 토비아스 산틀만 : 레소스 역
- 피터 뮬란 : 시타클스 역
- 레베카 퍼거슨 : 에르지니아 역
- 이삭 앤드류스 : 아리우스 역
- 조 앤더슨 : 피네우스 역
- 스티븐 피코크 : 스테파노 역
- 니콜라스 모스 : 데메트리우스 역
- 로버트 화이트록 : 니콜라우스 역
- 이리나 샤크 : 메가라 역
- 펄빈 버르버러 : 안티마케 역
- 크리스토퍼 페어뱅크 : 그리자 역
- 이안 와이트 : 베시 리더 역
- 케롤라인 쉼차크 : 알크메네 역
- 맷 드베르 : 코티스 가드 역
- 메이트 하우만 : 코티스 가드 역
- 토니아 스티로폴로 : 성질 더러운 여자 역
- 캐롤라인 볼튼 : 성질 더러운 여자 역
- 로버트 메일렛 : 사형 집행인 역
- 마크 페런 : 해적 역
- 존 크로스 : 마르코스 역
- 피터 이바니 : 늑대 조련사 역
- 에리카 마로잔 : 에르게니아의 처녀 역
- 아시나 파파디미트리우 : 산파 역
- 쥬디트 빅토르 : 선술집 마담 역
- 페트리샤 헤게두스 : 연회장 서버 역
- 벤자민 블랑켄쉽 : 연회장 손님 역

### 단역
- 안나 스키다노바 : 아테네의 여인 역
- 아덴 G. 라이트 : 어린 허큘리스 역
- 미클로스 바냐이 : 에우리테우스 가드 1 역
- 스콧 알렉산더 영

## 기타
- 프로듀서: 사라 오브리
- 프로듀서: 보 플린
- 프로듀서: 베리 레빈
- 프로듀서: 브렛 래트너
- 공동제작: 제임스 M. 프레이태그
- 협력프로듀서: 히람 가르시아
- 조감독: 제프 J.J. 오서즈
- 조감독: 크리스 카레라스
- 사운드슈퍼바이저: 팀 차우
- 미술: 장 빈센트 푸조스
- 세트: 티나 존스
- 특수효과: 닐 코볼드
- 시각효과: 존 브루노
- 의상: 제니 테미
- 배역: 캐시 샌드리치
- 배역: 아만다 맥키 존슨
- 배역: 솔트 크수택
- 배역: 루신다 사이슨
- 프로덕션매니저: 테리 뱀버
- 프로덕션매니저: 엘레나 조카스